# Мария ам Гештаде
Мари́я ам Гешта́де (нем. Maria am Gestade — «Мария на берегу») — католическая церковь в северной части Внутреннего Города в Вене, построенная в готическом стиле. Одно из старейших зданий австрийской столицы.

## История
Историческое название «на берегу» происходит от местонахождения церкви на бывшем высоком берегу одного из рукавов Дуная, который теперь превращён в регулируемый Донауканал и протекает примерно в 300 метрах к востоку.
С IX века на этом месте находилась деревянная церковь или капелла, использовавшаяся рыбаками и экипажами дунайских судов. Первоначальное упоминание о Марии ам Гештаде относится к 1158 году, современное здание построено в 1394—1414 годах. С 1409 года находилась в составе диоцеза (епископства) Пассау, где осталась даже после образования венского диоцеза в 1469 году. Об этом напоминает название небольшой площади Пассауэрплатц (Passauer Platz), прилегающей к церкви с севера. Улица Сальваторгассе (Salvatorgasse), расположенная с другой стороны от Марии ам Гештаде, имеющей официальный адрес по этой улице (дом 12), до 1862 года называлась Passauer Gasse.
В конце XVIII века здание было осквернено и использовалось во время наполеоновских войн в качестве склада и конюшни. В 1812 году церковь была вновь освящена и перешла во владение к ордену редемптористов, которому и принадлежит в настоящее время.
В 1862 году в церковь был перенесён прах члена ордена редемптористов Клеменса Марии Хофбауэра, причисленного к лику святых в 1909 году и считающегося покровителем Вены.